# 庞薰琹
庞薰琹（1906年6月20日—1985年3月18日），字虞铉，笔名鼓轩，江苏常熟人，中华民国及中华人民共和国画家、工艺美术家。中央工艺美术学院副院长，決瀾社成員。

## 生平
出身常熟望族。家中藏书处“步云楼”有一定知名度。曾祖父庞钟璐，道光二十七年（1847年）会试中进士第三（探花）。官至左都御史、刑部尚书。祖父庞鸿文（1845年—1905年），光绪二年（1876年）进士，官通政司副使。叔祖父庞鸿书（1848年—1915年），光绪六年进士，曾任湖南、贵州巡抚。
1921年在震旦大学学医。后辍学，留学法国叙利恩绘画研究所（Académie Julian）和格朗特歇米欧尔研究所。1932年回国后，在上海美专、新华艺专、昌明美术学校任教，与倪贻德等组建了中国艺术史上第一个现代艺术社团“决澜社”，反对学院派和写实主义。1936年后分别任教于北平艺专、四川省立艺专、华西大学、重庆中央大学、广东省立艺专、中山大学。1940年代后受时代影响，转而认同现实主义风格，与人共同组织了中国共产党外围组织“现代美术会”。1949年在中央美术学院华东分院（原杭州国立艺术专科学校，今中国美术学院前身）任绘画系主任、教务长等职，批判资产阶级形式主义，解聘了林风眠、吴作人和潘天寿等著名画家。
1945年，国立艺专在重庆举办《现代绘画联展》，方干民、林风眠、庞薰琹、赵无极、关良等参加，提倡「现代中国绘画艺术与现代世界艺术合流」。
1953年任北京中央美术学院实用美术系研究室主任。1956年参与筹建中央工艺美术学院，任副院长。1957年被划为右派，撤销职务，遭到批斗。文革期间任装饰美术系教师。
1979年恢复名誉。1980年加入中国共产党。1983年举办中华人民共和国建国以来第一次个人画展。他还担任中央工艺美术学院顾问、院咨询委员会委员。
1985年3月18日，庞薰琹在北京朝阳医院病逝，享年79岁。

## 著作
- 1952年，《图案问题的研究》，上海大东书局
- 1979年，《庞薰琹画辑》、《工艺美术设计》，人民美术出版社
- 1984年，《就是这样走过来的》，三联书店
- 《中国历代装饰画研究》
- 《工艺美术设计》
- 《中国图案100幅》

## 家庭
- 第一任妻子：丘堤，也是有才华的画家，1958年病逝。龐均為其子，庞壔为其女。
- 第二任妻子：袁韵宜，是京剧编剧家。